# Mangêsh
Mangêsh (kurdiska: مانگێش, arabiska: مانگيش) är ett underdistrikt i Irak.   Det ligger i provinsen Dahuk, i den norra delen av landet, 400 km norr om huvudstaden Bagdad.